# Václav Pour
Václav Pour (10. července 1817 Bohdaneč – 20. října 1880 Valy) byl český politik, v 2. polovině 19. století poslanec Českého zemského sněmu a Říšské rady.

## Biografie
Působil jako právník, byl mlynářem. Seznámil se s Karlem Havlíčkem Borovským a zapojil se do revoluce v roce 1848. S Havlíčkem se stýkal až do Havlíčkovy deportace do Brixenu.
Po obnovení ústavního života počátkem 60. let 19. století se zapojil do politiky. V zemských volbách v Čechách v roce 1861 byl zvolen v kurii venkovských obcí do Českého zemského sněmu. Mandát získal dokonce ve dvou obvodech najednou a to Nový Bydžov – Chlumec a Pardubice – Holice – Přelouč, v obou coby nezávislý kandidát (bez formální nominace od českého volebního výboru, Národní strany, přičemž ale v následné politické dráze zastával podobné postoje jako staročeši). Po zvolení se v prvním jmenovaném obvodu mandátu vzdal a ponechal si mandát za druhý obvod. Rezignoval ale před zářím 1866.
V této době zastával i významný post v regionální politice. Od 28. srpna 1865 vykonával funkci okresního starosty v Přelouči. V domovském kraji se zasloužil o založení hospodářského spolku na Přeloučsku, městské knihovny a rolnického cukrovaru. Post okresního starosty zastával do února roku 1872. Následně proběhla volba tří po sobě jdoucích nových starostů (jedním z nich byl opět Pour), ale ani jednoho císař nepotvrdil ve funkci.
Ve okrsku Pardubice – Holice – Přelouč obhájil mandát ve volbách do Českého zemského sněmu v lednu 1867 i v brzy poté následujících volbách do Českého zemského sněmu v březnu 1867. V srpnu 1868 patřil mezi 81 českých poslanců zemského sněmu, kteří podepsali státoprávní deklaraci českých poslanců coby nejucelenější programový manifest české opozice proti centralistickému ústavnímu vývoji Rakouska-Uherska. Následně byl zbaven v září 1868 pro absenci poslaneckého mandátu.
Koncem 60. let praktikovali čeští poslanci politiku pasivní rezistence, kdy na protest proti státoprávním poměrům v monarchii bojkotovali jednání zemského sněmu i Říšské rady (celostátní zákonodárný sbor). Poura zemský sněm roku 1867 vyslal do Říšské rady (tehdy ještě nevolena přímo, ale tvořena delegáty jednotlivých zemských sněmů), kde ovšem mandát nepřevzal a na práci parlamentu se nepodílel. 19. června 1867 byl spolu s dalšími českými poslanci vyzván k udání důvodů pro nepřevzetí mandátu. 26. září 1868 pak byly mandáty těchto poslanců v zemském sněmu a tudíž i v Říšské radě prohlášeny za zaniklé. V září 1869 byl ovšem v doplňovacích volbách zvolen do zemského sněmu znovu. Opětovně se stal zemským poslancem ve volbách do Českého zemského sněmu roku 1870 a volbách do Českého zemského sněmu roku 1872 (znovu ve svém tradičním obvodu Pardubice – Holice – Přelouč v kurii venkovských obcí). Nadále zůstával věrný koncepci pasivní rezistence a byl proto zase zbaven pro neomluvenou účast poslaneckého křesla, aby byl následovně v doplňovacích volbách roku 1873 zvolen. V doplňovacích volbách roku 1874 ho ovšem porazil Jiljí Vratislav Jahn.
Zemřel roku 1880. Národní listy ho ocenily jako „charakter veskrze poctivý, vlastenec upřímný a statečný.“